# كورنو جيوفين
كورنو جيوفين ( لوديجيانو : كورن جيون أو الكورن ) هي كومونا (بلدية) في مقاطعة لودي في منطقة لومباردي الإيطالية ، وتقع على بعد حوالي 80 كيلومتر (50 ميل) جنوب شرق ميلانو وحوالي 45 كيلومتر (28 ميل) جنوب شرق لودي .
تحد كورنو جيوفين كلاً من البلديات التالية: ماليو وكورنوفيتشيو وسانتو ستيفانو لوديجيانو وسانتو ستيفانو لوديجيانو وكاسيل لاندي وبياتشينزا .